# Henk Leusink
Henk Leusink (Enschede, 21 juni 1937) is een Nederlands voormalig voetballer die bij als aanvaller speelde. Hij stond onder contract bij Enschedese Boys, Eindhoven en PEC. In het seizoen 1963/64 werd hij topscorer van de Eerste divisie met 28 doelpunten.

## Carrièrestatistieken
| Seizoen         | Club            | Land            | Competitie                 | Competitie | Competitie | Beker | Beker | Internationaal | Internationaal | Overig | Overig | Totaal | Totaal |
| Seizoen         | Club            | Land            | Competitie                 | Wed.       | Dlp.       | Wed.  | Dlp.  | Wed.           | Dlp.           | Wed.   | Dlp.   | Wed.   | Dlp.   |
| --------------- | --------------- | --------------- | -------------------------- | ---------- | ---------- | ----- | ----- | -------------- | -------------- | ------ | ------ | ------ | ------ |
| 1954/55         | Enschedese Boys | Nederland       | Eerste klasse (Afgebroken) | –          | 0          | –     | –     | –              | –              | –      | –      | –      | 0      |
| 1954/55         | Enschedese Boys | Nederland       | Eerste klasse              | –          | 4          | –     | –     | –              | –              | –      | –      | –      | 4      |
| 1955/56         | Enschedese Boys | Nederland       | Eerste klasse              | –          | 5          | –     | –     | –              | –              | –      | –      | –      | 5      |
| 1956/57         | Enschedese Boys | Nederland       | Tweede divisie             | –          | 4          | –     | –     | –              | –              | –      | –      | –      | 4      |
| 1957/58         | Enschedese Boys | Nederland       | Tweede divisie             | –          | 0          | –     | 1     | –              | –              | –      | –      | –      | 1      |
| 1958/59         | Enschedese Boys | Nederland       | Tweede divisie             | 25         | 9          | –     | 0     | –              | –              | –      | –      | –      | 9      |
| 1959/60         | Enschedese Boys | Nederland       | Tweede divisie             | 14         | 6          | –     | –     | –              | –              | –      | –      | 14     | 6      |
| 1960/61         | Enschedese Boys | Nederland       | Eerste divisie             | 27         | 16         | –     | 3     | –              | –              | –      | –      | –      | 19     |
| 1961/62         | Enschedese Boys | Nederland       | Eerste divisie             | 18         | 9          | 2     | 2     | –              | –              | –      | –      | 20     | 11     |
| 1962/63         | Enschedese Boys | Nederland       | Eerste divisie             | 28         | 22         | –     | 0     | –              | –              | –      | –      | –      | 22     |
| 1963/64         | Enschedese Boys | Nederland       | Eerste divisie             | 30         | 28         | –     | 0     | –              | –              | –      | –      | –      | 28     |
| 1964/65         | Enschedese Boys | Nederland       | Eerste divisie             | 25         | 14         | –     | 3     | –              | –              | –      | –      | –      | 17     |
| 1965/66         | Eindhoven       | Nederland       | Eerste divisie             | 28         | 9          | –     | 3     | –              | –              | –      | –      | –      | 12     |
| 1966/67         | Eindhoven       | Nederland       | Eerste divisie             | 32         | 11         | –     | 0     | –              | –              | –      | –      | –      | 11     |
| 1967/68         | Eindhoven       | Nederland       | Eerste divisie             | 23         | 9          | –     | 0     | –              | –              | –      | –      | –      | 9      |
| 1968/69         | Eindhoven       | Nederland       | Eerste divisie             | 5          | 1          | –     | 0     | –              | –              | –      | –      | –      | 1      |
| 1968/69         | PEC             | Nederland       | Tweede divisie             | 14         | 8          | 0     | 0     | –              | –              | –      | –      | –      | 9      |
| Carrière totaal | Carrière totaal | Carrière totaal | Carrière totaal            | –          | 145        | –     | 12    | 0              | 0              | 0      | 0      | –      | 157    |

## Erelijst

### Individueel
| Competitie               | Winnaar | Winnaar      |
| Competitie               | Aantal  | Jaren        |
| ------------------------ | ------- | ------------ |
| Nationaal                |         |              |
| Topscorer Eerste divisie | 1x      | 1963/64 (28) |